# 엘나 판두로
엘나 판두로(덴마크어: Elna Panduro, 결혼 이전의 성(姓): 에스케센(Eskesen), 1882년 5월 11일 ~ 1983년 4월 6일)는 덴마크의 배우, 가수이다. 덴마크와 스웨덴을 오가면서 배우, 가수로 활동했다.